# Bobadela Pinta
Bobadela Pinta (llamada oficialmente Santa Mariña de Bobadela a Pinta) es una parroquia del municipio español de Junquera de Ambía, en la provincia de Orense, Galicia.

## Toponimia
La parroquia también es conocida por los nombres de Santa Marina de Bobadela Pinta y Santa Mariña de Bobadela Pinta.

## Organización territorial
La parroquia está formada por dos entidades de población:
- Bobadela
- Vilariño da Veiga[7]

## Demografía
| Gráfica de evolución demográfica de Bobadela Pinta entre 2000 y 2022 |
|                                                                      |
| Datos según el nomenclátor publicado por el INE.                     |